# Huberia weberbaueriana
Huberia weberbaueriana är en tvåhjärtbladig växtart som beskrevs av José Fernando Andrade Baumgratz. Huberia weberbaueriana ingår i släktet Huberia och familjen Melastomataceae.
Artens utbredningsområde är Peru. Inga underarter finns listade i Catalogue of Life.